# Ретроградний рух

Ретроградна орбіта: червоний супутник обертається за годинниковою стрілкою навколо синьо-чорної планети, яка, в свою чергу, обертається проти годинникової стрілки.

Ретроградний, або зворотний рух — рух об'єкта в напрямку, протилежному обертанню головного тіла (як на малюнку праворуч). Цей термін може стосуватися напрямку обертання одного тіла навколо іншого по орбіті, або обертання тіла навколо своєї осі, а також інших орбітальних параметрів, таких як прецесія і нутація.
Проградний, або прямий рух — рух у тому ж напрямку, у якому обертається головне тіло.
У Сонячній системі орбіти навколо Сонця для всіх планет і більшості інших об’єктів є проградними, і лише серед комет ретроградні орбіти є дуже поширеними. Вони обертаються навколо Сонця в тому ж напрямку, в якому Сонце обертається навколо своєї осі, тобто проти годинникової стрілки, якщо спостерігати з північного полюса Сонця. За винятком Венери та Урана, обертання планет навколо своєї осі також є проградним. Більшість природних супутників мають проградні орбіти навколо своїх планет. Проградні супутники Урана обертаються в напрямку обертання Урана, тобто ретроградно по відношенню до Сонця. Майже всі регулярні супутники припливно синхронізовані і, таким чином, мають проградне обертання. Ретроградні супутники, як правило, малі та віддалені від своїх планет, за винятком супутника Нептуна Тритона, який великий і близький. Вважається, що всі ретроградні супутники сформувалися окремо від своїх планет, але були захоплені планетами під час прольоту повз них.
Більшість штучних супутників Землі з низьким кутом нахилу були виведені на проградні орбіти, оскільки завдяки обертанню Землі для досягнення таких орбіт потрібно менше палива.

## Формування системи небесних тіл
Коли формуються галактики і планетні системи речовина, яка їх утворює, набуває форми диска. Більша частина речовини обертається навколо спільного центру в одному напрямку. Це пояснюється тим, що в процесі колапсу газової хмари зберігається її кутовий момент. У 2010 році були відкриті кілька гарячих юпітерів зі зворотним обертанням, що поставило під сумнів сучасні теорії формування планетних систем[ненейтрально].

## Нахил орбіти
Нахил орбіти небесного тіла прямо вказує чи є орбіта об'єкта прямою або ретроградною. Нахил — це кут між площиною орбіти та іншою системою відліку, такою, наприклад, як екваторіальна площина первинного об'єкта. У Сонячній системі нахил планети часто вимірюється від площини екліптики яка є перетином небесної сфери площиною орбіти Землі навколо Сонця. Нахил супутників відраховується від екватора планети, навколо якої вони обертаються. Об'єкти з нахилом від −90° до 90° вважаються такими, що обертаються в прямому напрямку. Об'єкт з нахилом 90°, тобто точно перпендикулярно орбіті, не є ні прямим, ні ретроградним. Об'єкт з нахилом від 90° до 180° вважається обертовим по ретроградній орбіті.

## Нахил осі
Нахил осі небесних тіл вказує чи є обертання об'єкта прямим або ретроградним. Нахил осі — це кут між віссю обертання небесного тіла і лінією, перпендикулярною до його орбітальної площини, що проходить через центр об'єкта. Небесне тіло з кутом нахилу від −90° до 90° обертається в прямому напрямку. Небесне тіло з кутом нахилу рівно в 90° «лежить на боці» і обертається в напрямку, який не є ні прямим, ні ретроградним. Небесне тіло з кутом нахилу від 90° до 270° має зворотне обертання відносно напрямку орбітального обертання.

## Земля і планети
Усі вісім планет в нашій Сонячній системі обертаються по орбітах навколо Сонця в тому ж напрямку, у якому обертається Сонце, тобто проти годинникової стрілки, якщо дивитися з боку Північного полюса Землі. Шість планет також обертаються навколо своєї осі в цьому ж напрямку. Винятки, тобто планети з ретроградним обертанням — це Венера і Уран. Нахил осі обертання Венери становить 177°. Це означає, що вона обертається майже точно в напрямку, протилежному її обертанню по орбіті. Нахил осі обертання Урана складає 97°, що також вказує на ретроградне обертання, однак при цьому Уран практично «лежить на боці».

## Супутникиікільцяпланет

Вигадана планетна система, у якій помаранчевий супутник обертається ретроградною орбітою

Якщо супутник утворюється в гравітаційному полі планети під час її формування, то по орбіті він обертатиметься в тому ж напрямку, у якому обертається планета. Якщо об'єкт формується в іншому місці, а потім захоплюється планетою, його орбіта буде прямою або ретроградною залежно від того, з якого боку стався перший підхід до планети, тобто у напрямку обертання в бік супутника або в сторону від нього. Супутники планети, що обертаються по ретроградних орбітах, називають нерегулярними. Супутники планети, що обертаються на прямих орбітах, називаються регулярними.
У Сонячній системі багато супутників астероїдних розмірів обертаються по ретроградних орбітах, тоді як всі великі супутники крім Тритона (найбільший із супутників Нептуна) мають прямі орбіти. Вважається, що частинки в так званому сатурнівському кільці Феби обертаються по ретроградній орбіті, оскільки походять від нерегулярного супутника — Феби.
Усередині сфери Гілла область стійкості для ретроградних орбіт на великій відстані від первинного тіла більша, ніж область стійкості для прямих орбіт. Цей факт міг би пояснити переважання ретроградних супутників навколо Юпітера, однак Сатурн має більш однорідний розподіл ретроградних і прямих супутників, так що причини цього явища складніші.

## Астероїди, комети та об'єкти поясу Койпера
Астероїди зазвичай мають прямі орбіти. Станом на 1 травня 2009 року астрономи визначили лише 20 астероїдів з ретроградними орбітами, як-от 20461 Діоретса. Пізніше були відкриті кентаври і об'єкти розсіяного диска 2010 BK118, 2010 GW147, 2011 MM4, 2013 BL76, 2013 LU28 (= 2014 LJ9), 2014 AT28). Ретроградні астероїди можуть бути колишніми кометами.
Комети з хмари Оорта мають набагато більшу ймовірність бути ретроградними, ніж астероїди. Комета Галлея обертається по ретроградній орбіті навколо Сонця.
Перший об'єкт поясу Койпера, виявлений на ретроградній орбіті — 2008 KV42 (не плутати з Плутоном — ця карликова планета має не ретроградну орбіту, а зворотне обертання: нахил осі обертання Плутона становить приблизно 120°).

## Сонце
Рух Сонця навколо центра мас Сонячної системи ускладнюється збуреннями від планет. Кожні кілька сотень років цей рух стає то прямим то ретроградним.

## Екзопланети
Астрономи виявили кілька екзопланет з ретроградними орбітами. WASP-17b є першою екзопланетою, яка обертається в напрямку, протилежному напрямку обертання зорі. HAT-P-7b також має ретроградну орбіту. Ретроградний рух може бути результатом гравітаційної взаємодії з іншими небесними тілами, або ж бути наслідком зіткнення з іншою планетою. Також можливо, що орбіта планети стане ретроградною за рахунок взаємодії магнітного поля зорі і пилового диску на початку формування планетної системи.
Кілька гарячих юпітерів мають ретроградні орбіти, і це ставить нові питання перед теорією формування планетних систем. Завдяки поєднанню нових спостережень зі старими даними було встановлено, що більше половини всіх гарячих юпітерів мають орбіти, які мають відхилення з віссю обертання їх батьківських зір, а шість екзопланет мають ретроградні орбіти.

## Зорі
Зорі з ретроградними орбітами ймовірніше знайти в галактичному гало ніж в галактичному диску. Зовнішнє гало Чумацького Шляху має багато кулястих скупчень на ретроградних орбітах і з ретроградним або нульовим обертанням. Гало складається з двох окремих компонентів. Зорі у внутрішній частині гало переважно мають прямі орбіти обертання навколо галактики, в той час як зорі в зовнішній частині гало часто обертаються ретроградними орбітами.
Близька до Землі Зоря Каптейна має високошвидкісну ретроградну орбіту навколо центру Галактики внаслідок поглинання її материнської карликової галактики Чумацьким Шляхом.

## Галактики
NGC 7331 є прикладом галактики, чий балдж обертається в напрямку, протилежному обертанню решти диска в результаті випадання матеріалу з навколишнього простору.
Хмара нейтрального водню, звана областю H, обертається в ретроградному напрямку відносно обертання Чумацького Шляху, що ймовірно є результатом зіткнення з Чумацьким Шляхом.
У центрі спіральної галактики існує одна надмасивна чорна діра. Чорні діри зазвичай обертаються в тому ж напрямку, що й галактичний диск. Однак, існують і ретроградні надмасивні чорні діри, що обертаються в протилежному напрямку. Ретроградна чорна діра викидає релятивістські струмені (джети) набагато потужніші, ніж джети звичайних чорних дір, які можуть не мати джетів зовсім. Джети ретроградних чорних дір потужніші, оскільки проміжок між ними і внутрішнім краєм диска набагато більший, ніж такий же проміжок звичайної чорної діри. Більший проміжок забезпечує ширші можливості для нарощування магнітних полів які є «паливом» джетів. (Це припущення, відоме як «гіпотеза Рейнольдса», зроблене астрофізиком Крісом Рейнолдсом (Chris Reynolds) з Університету Меріленда, Колледж-Парк).